# 諾曼冰川
71°25′S 67°30′W / 71.417°S 67.500°W
諾曼冰川（英語：Norman Glacier），是南極洲的冰川，位於帕爾默地，全長9公里，最終在布謝爾海崖以北注入喬治六世海峽，由英國南極名稱諮詢委員會命名，現時由南極條約體系管理。